# Pomacanthus xanthometopon
El Pomacanthus xanthometopon es una especie de pez marino perciforme pomacántido. 
Sus nombres más comunes en inglés son Bluefaced angelfish, o pez ángel cara azul, y Yellowmask angelfish, o pez ángel de máscara amarilla.
Es una especie común en su rango de distribución geográfica y con poblaciones estables. También es una de las especies comercializadas en acuariofilia.

## Morfología
Es un pez ángel típico, con un cuerpo corto y comprimido lateralmente, y una pequeña boca con dientes diminutos. Tiene 13-14 espinas dorsales, entre 17 y 18 radios blandos dorsales, 3 espinas anales y entre 17 y 18 radios blandos anales. Cuenta con una robusta espina, de color azul, en el opérculo braquial.
De adulto posee una vistosa librea: la coloración base del cuerpo es azul a negra, y tiene las escamas bordeadas de amarillo, produciendo un efecto como de encaje. La cabeza es azul, con una franja horizontal amarilla cubriendo los ojos, a modo de máscara. El hocico y los pómulos están atravesados por líneas azules irregulares entremezcladas, produciendo un efecto como de ganchillo. La aleta caudal es amarilla, así como los extremos posteriores de las aletas dorsal y anal, y las aletas pectorales. Tienen un ocelo negro en el extremo de la aleta dorsal.
Los especímenes jóvenes tienen la coloración negra, con estrechas rayas blancas y azules verticales, que están curvadas en sus extremos. Las aletas están bordeadas de azul.
Los machos, que son mayores que las hembras, miden hasta 38 centímetros de largo.

## Hábitat y comportamiento
Es una especie asociada a arrecifes y clasificada como no migratoria. Habita tanto lagunas, como canales o arrecifes exteriores, normalmente con rico crecimiento coralino. Suele frecuentar zonas con cuevas o grietas. Los juveniles residen en grutas soleadas interiores con crecimiento de algas.
Su rango de profundidad es entre 5 y 30 metros.
Es común en arrecifes coralinos soleados, dónde ocurre normalmente solitario o en parejas.

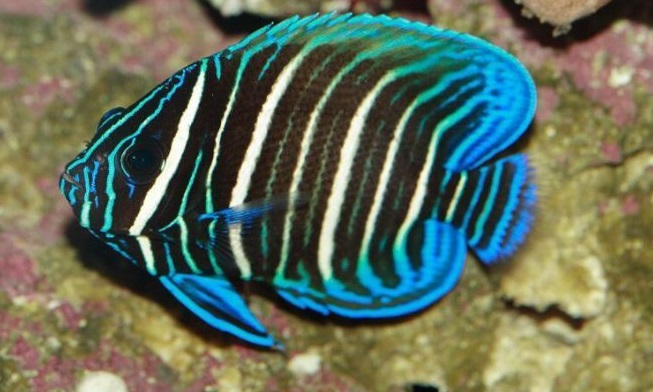
Pomacanthus xanthometopon juvenil

## Distribución geográfica
Se distribuye en el océano Indo-Pacífico, siendo especie nativa de Australia; Bangladés; Birmania; Filipinas; India (Andaman Is., Nicobar Is.); Indonesia; Japón; Malasia; Maldivas; Micronesia; Nueva Caledonia; Palaos; Papúa Nueva Guinea; Singapur; Islas Salomón; Sri Lanka; Tailandia; Taiwán (China); Vanuatu y Vietnam.

## Alimentación
El pez ángel cara azul se alimenta de esponjas, tunicados, y otros organismos incrustantes, así como de algas.

## Reproducción
Esta especie es dioica y ovípara. La fertilización es externa. No cuidan a sus alevines.